# کریسمس سیاه (فیلم ۲۰۱۹)
کریسمس سیاه (انگلیسی: Black Christmas) یک فیلم در ژانر ترسناک، معمایی، و مهیج است که در سال ۲۰۱۹ منتشر شد. از بازیگران آن می‌توان به ایموجن پوتس، بریتنی اوگریدی و کری الویس اشاره کرد.